# Памятник Бартоломео Коллеони (Венеция)
Памятник Бартоломео Коллеони (итал. Il Monumento equestre a Bartolomeo Colleoni)— монументальная бронзовая конная статуя (кавалло) итальянского кондотьера Бартоломео Коллеони работы флорентийского скульптора Андреа Верроккьо, установленная 21 марта 1496 года на площади Санти-Джованни-э-Паоло в Венеции. Памятник в Венеции считается второй главной конной статуей эпохи итальянского Возрождения, после того, как в Падуе скульптор Донателло воздвиг памятник Гаттамелате (1453). Высота статуи без постамента составляет 395 см.

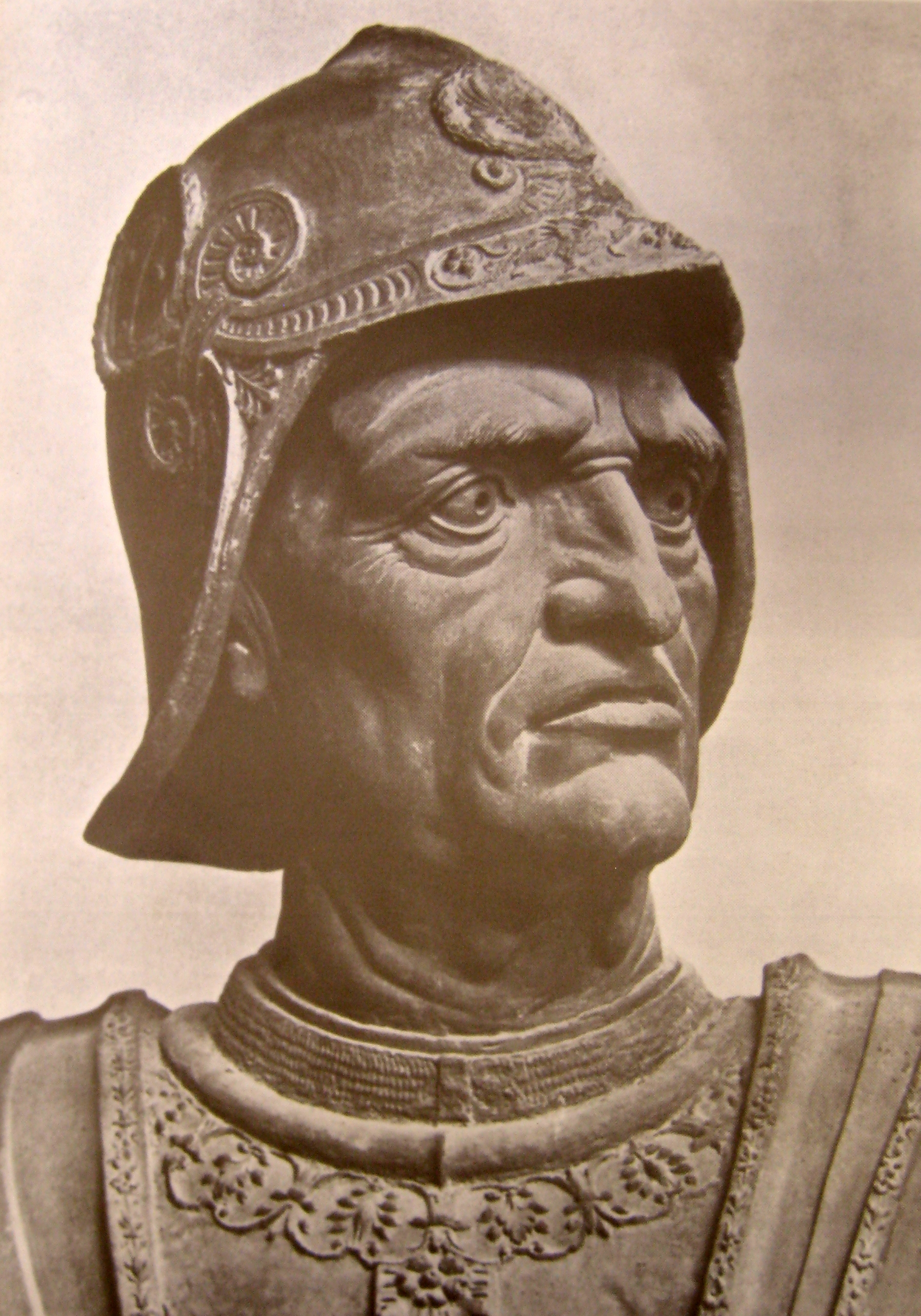
Голова статуи

## История
В 1479 году сенат Венецианской республики решил исполнить волю кондотьера, генерал-капитана республики Бартоломео Коллеони, который умер в 1475 году, и завещал установить ему памятник. В 1467 году Коллеони одержал блестящую победу при Молинелле над соединёнными войсками Милана и Флоренции, за что был провозглашён «спасителем Венецианской республики».
На строительство памятника знаменитый кондотьер оставил значительную часть своего имущества и сумму в размере 100 тысяч дукатов при условии, что его статуя будет установлена на площади Сан-Марко. Сенат согласился принять наследство, но объявил, что поскольку согласно закону на площади перед собором запрещалось возводить какие-либо памятники простым смертным, статуя кондотьера будет установлена в другом месте — на открытом пространстве перед Скуолой Гранде-ди-Сан-Марко на площади Санти-Джованни-э-Паоло.
Был организован конкурс, чтобы позволить выбрать достойного скульптора. За важный проект соревновались три скульптора: Андреа Верроккьо из Флоренции, венецианец Алессандро Леопарди и Бартоломео Веллано из Падуи.
Верроккьо в своей мастерской во Флоренции выполнил моделло (эскиз) из дерева и чёрной кожи, в то время, как другие сделали модели из глины. Три модели были выставлены в Венеции в 1483 году, и контракт был присужден Верроккьо. Получив заказ, он начал работу в своей мастерской над моделью из воска, а в 1486 году приехал в Венецию, чтобы следить за отливкой статуи из бронзы. Однако скульптор скончался 10 октября 1488 года. Согласно его завещанию статую должен был отлить его ученик, флорентиец Лоренцо ди Креди, который тогда руководил его мастерской во Флоренции, — однако городской совет передал работу венецианцу Алессандро Леопарди, также участвовавшему в конкурсе, — который и закончил работу. В 1493 году статуя была отлита, а 19 ноября 1495 года установлена на площади Санти-Джованни-э-Паоло. Открытие состоялось 21 марта 1496 года.
Статуя в конечном итоге была воздвигнута на высоком постаменте, сделанном Леопарди на площади с южной стороны церкви Санти-Джованни-э-Паоло, где она находится и по сей день. Несмотря на то, что статуя размещена не там, где предполагал завещатель, в самом центре Венеции, а в северной части города, она выглядит эффектно на фоне неба или даже красной кирпичной стены церкви.
Верроккьо вряд ли когда-либо видел самого Коллеони, поэтому статуя не является портретом человека, а представляет собой образ сильного и безжалостного военачальника, «исполненного титанической силы и энергии». Этот образ контрастирует со статуей Донателло в Падуе кондотьера Эразмо да Нарни, известного как Гаттамелата, с её «аурой спокойного командования», поскольку все усилия Верроккьо «были направлены на передачу движения, чувства напряжения и мощной энергии».
Памятник Коллеони, безусловно, навеян не только конной статуей Гаттамелаты работы Донателло, сделанной, в свою очередь, по образцу античной статуи Марка Аврелия в Риме (175 г. н. э.), но и других античных образцов. Он также принимал во внимание «коней Сан-Марко» в Венеции (античное произведение, установленное на верхней галерее собора Сан-Марко), вероятно фрески с изображениями кондотьеров Джованни Акуто работы Паоло Уччелло (1436) и Никколо да Толентино работы Андреа дель Кастаньо (1456) в соборе Санта-Мария-дель-Фьоре во Флоренции.
«В то же время индивидуальный стиль Верроккьо был тесно связан с готикой, его отличала тенденция к мелкой ювелирной проработке графических деталей на поверхности объёма, создающих ощущение измельчённости и дробности формы. В сравнении с подобной изощрённостью стиль великого предшественника Верроккьо, также флорентийца, скульптора Донателло, кажется бесконечно простым и более классичным».
Другие различия между произведениями Донателло и Верроккьо обнаруживаются в «постановке» коня. Верроккьо впервые изобразил коня в мощном движении и с опорой на три ноги (без опоры четвёртой на шар, как сделал Донателло, — невероятно сложная задача для скульптора, в том числе трудность, возникающая при отливке из бронзы). Именно произведение Верроккьо послужило образцом для всех последующих «кавалло» (конных статуй) в западноевропейском и русском искусстве, вплоть до памятников Петру Великому в Санкт-Петербурге: работы Б. К. Растрелли Старшего (1716—1800) и «Медного всадника» Этьена Фальконе (1768—1782). Доспехи всадника у Донателло более лёгкие, наподобие античных, а у Верроккьо — современные. Пластика лица Коллеони крайне экспрессивна, а шлем создает даёт на лице тень, которая на расстоянии делает его хмурое выражение ещё более выразительным.

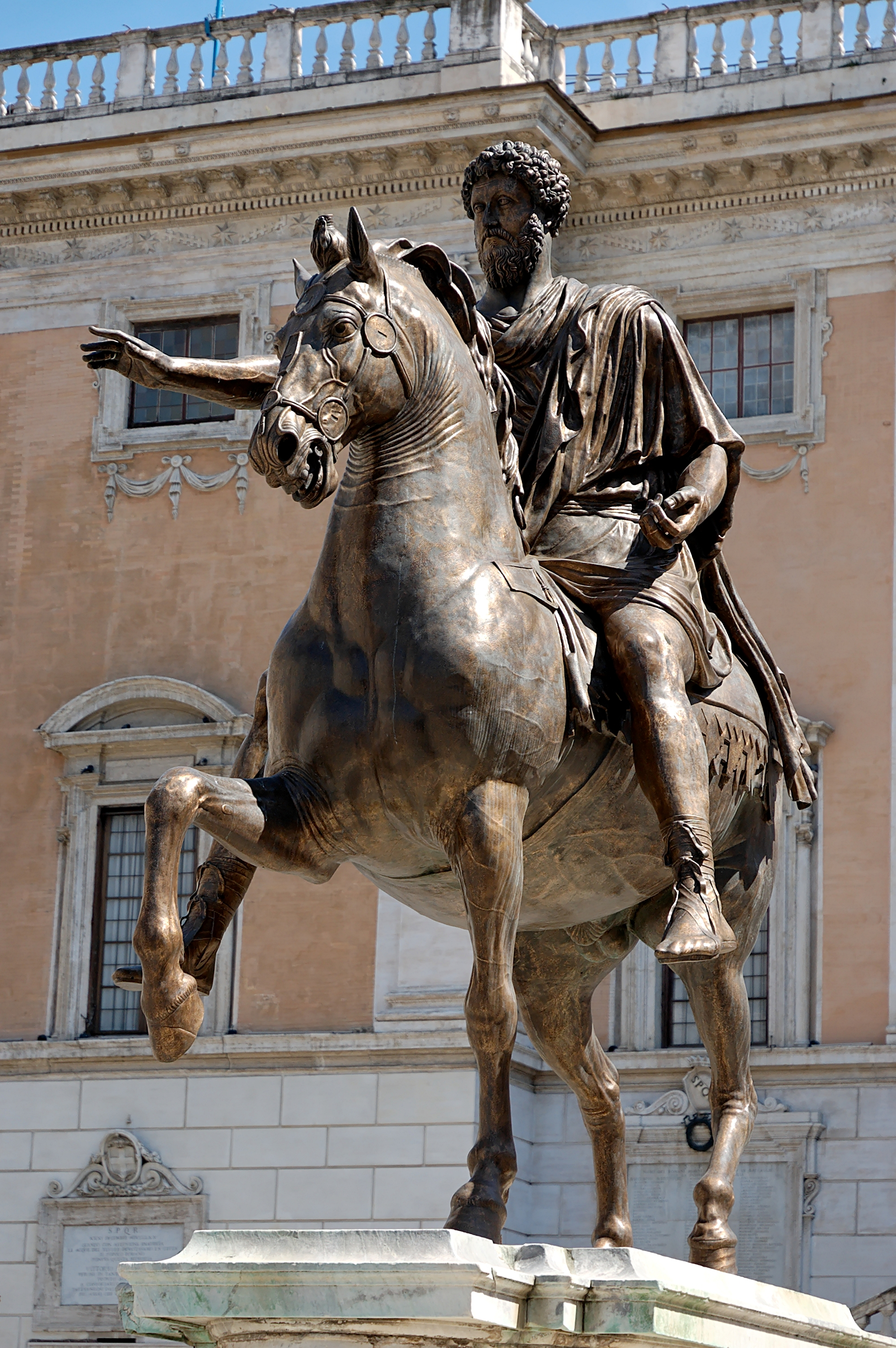
Конная статуя Марка Аврелия. 176 г. н. э. Копия. Бронза. Площадь Капитолия (оригинал: Капитолийские музеи), Рим
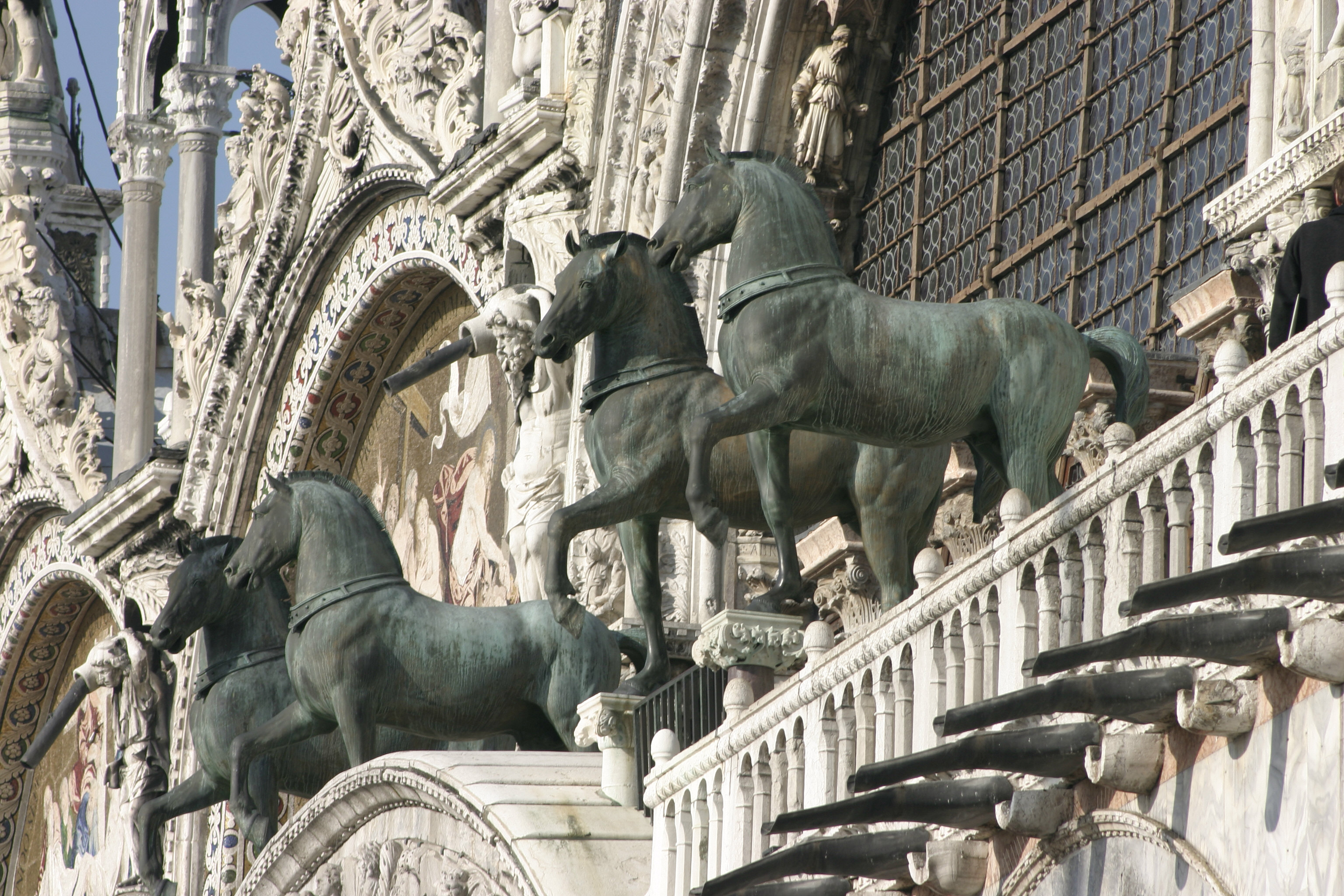
Античная квадрига собора Сан-Марко. Копия (оригинал внутри собора). Венеция
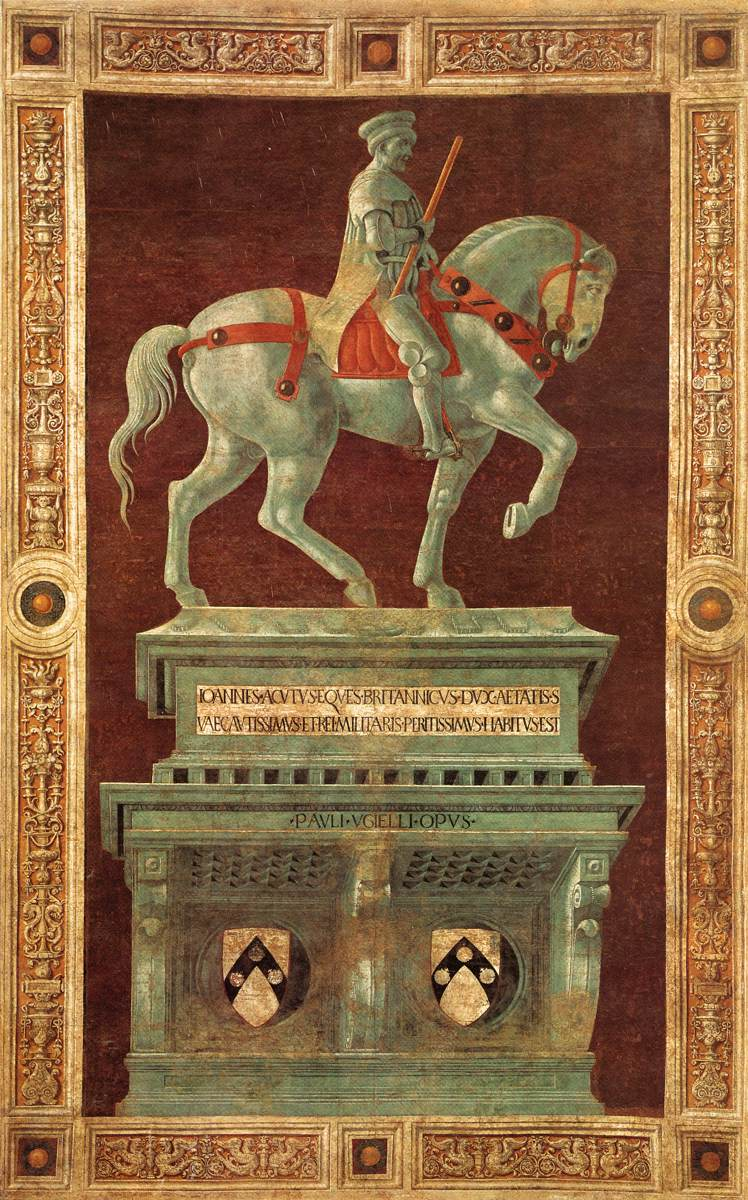
Паоло Уччелло. Монумент Джону Хоквуду. 1436. Фреска. Собор Санта-Мария-дель-Фьоре, Флоренция
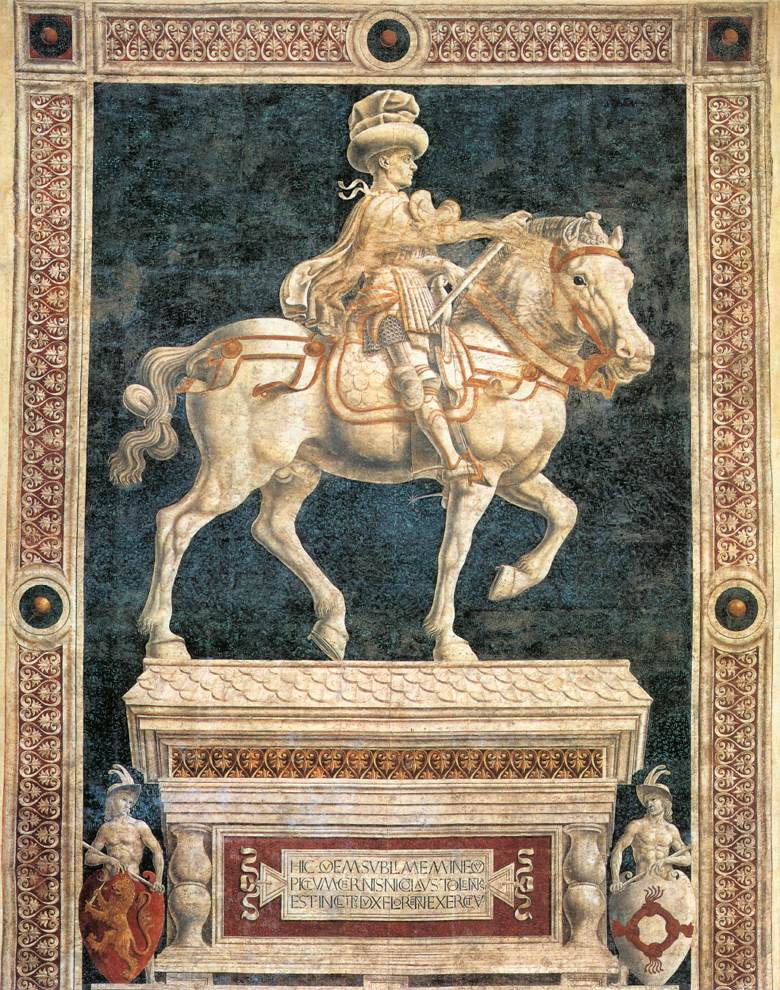
Андреа дель Кастаньо. Монумент Никколо да Толентино. 1456. Фреска. Собор Санта-Мария-дель-Фьоре, Флоренция
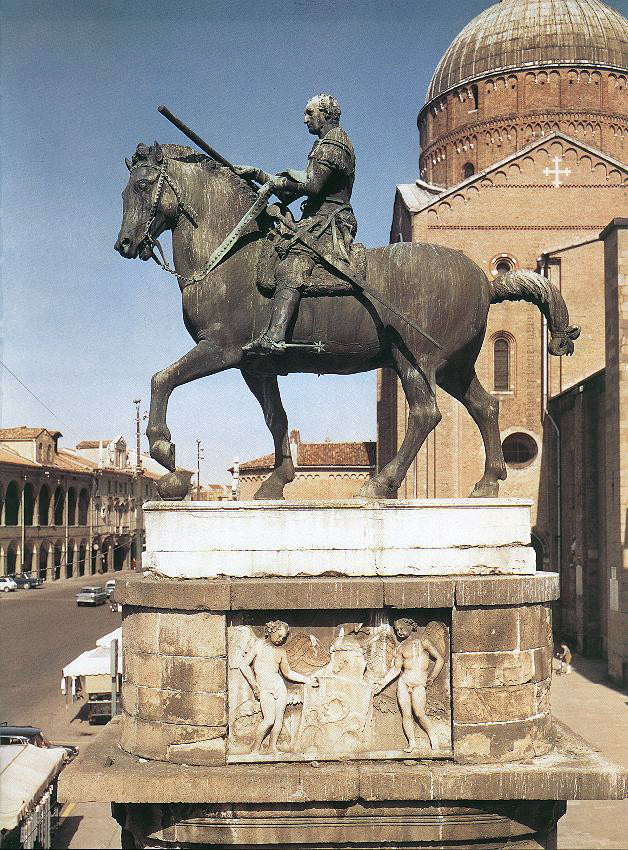
Донателло. Памятник кондотьеру Гаттамелате. 1447—1453. Падуя
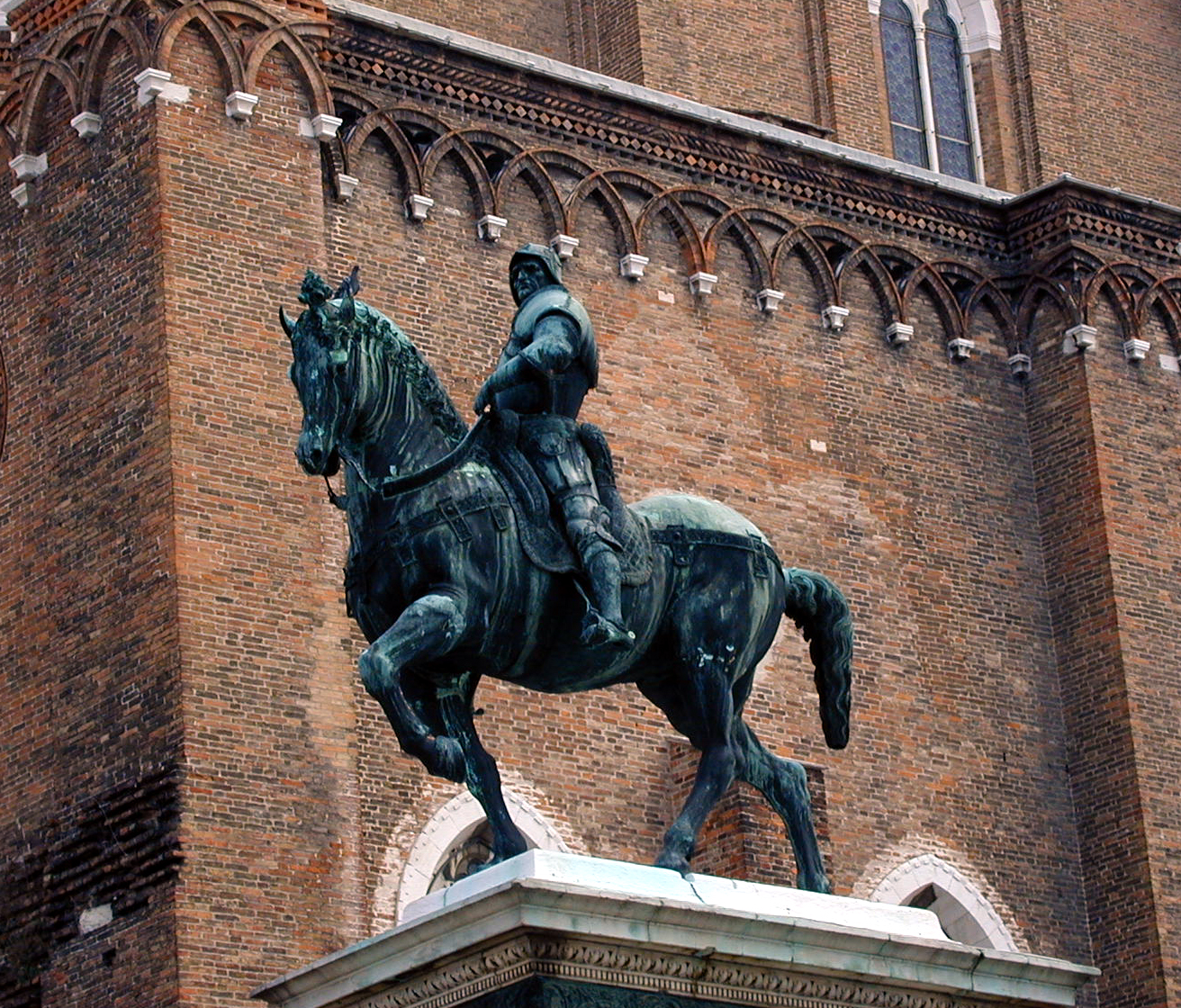
Памятник Бартоломео Коллеони на фоне церкви Санти-Джованни-э-Паоло, Венеция
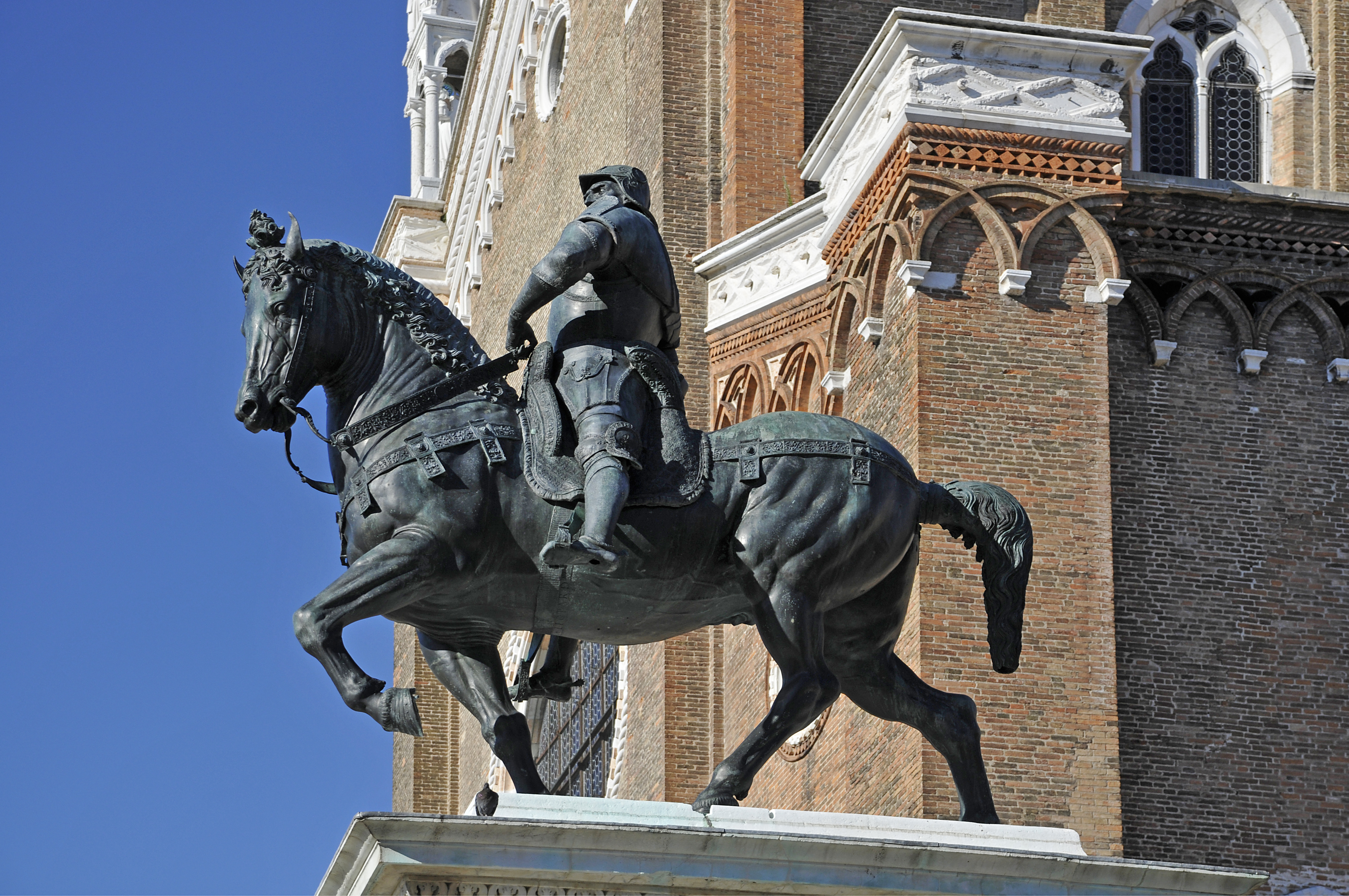
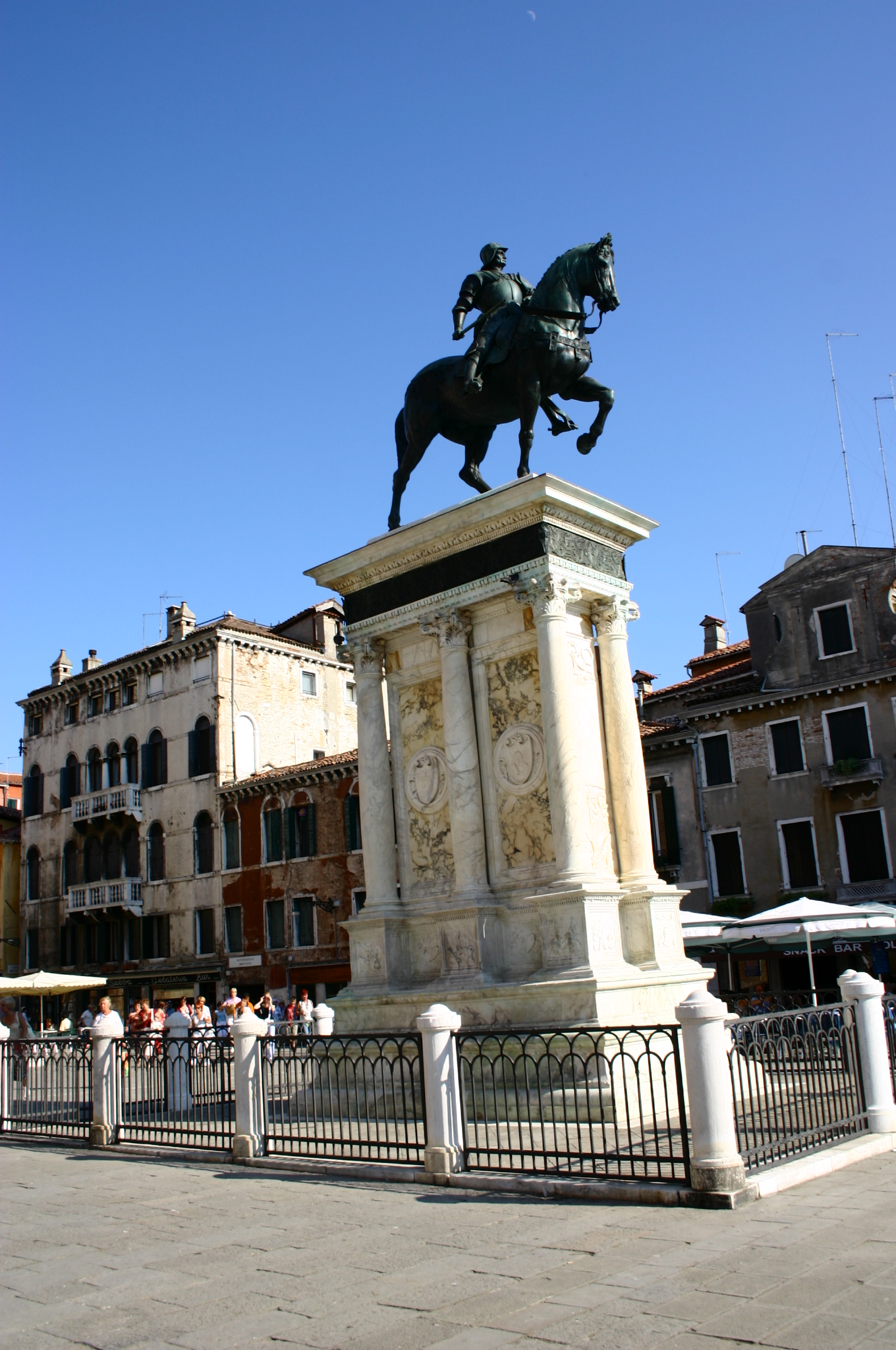
Памятник с постаментом
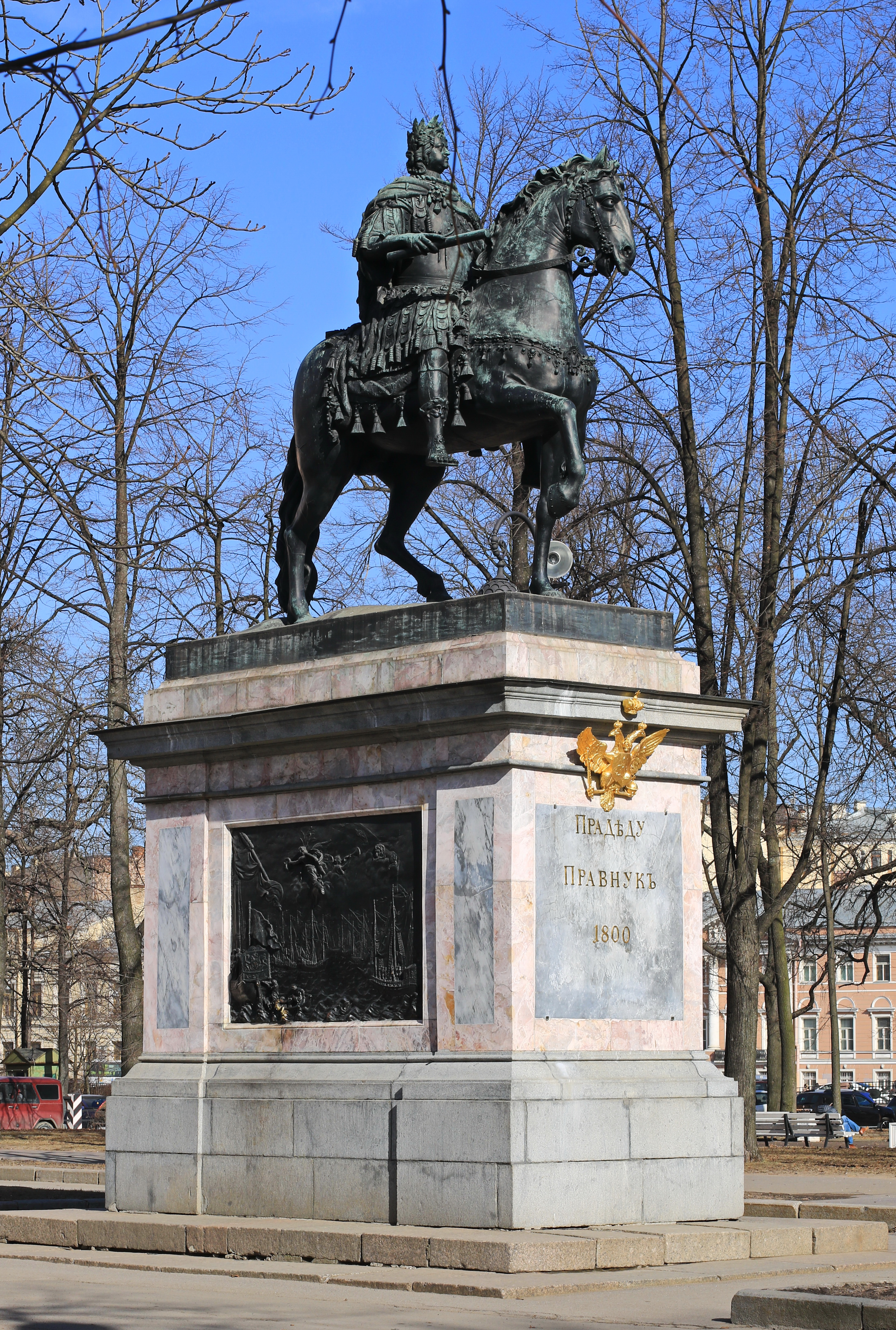
Б. К. Растрелли. Памятник императору Петру I. 1716—1800. Санкт-Петербург
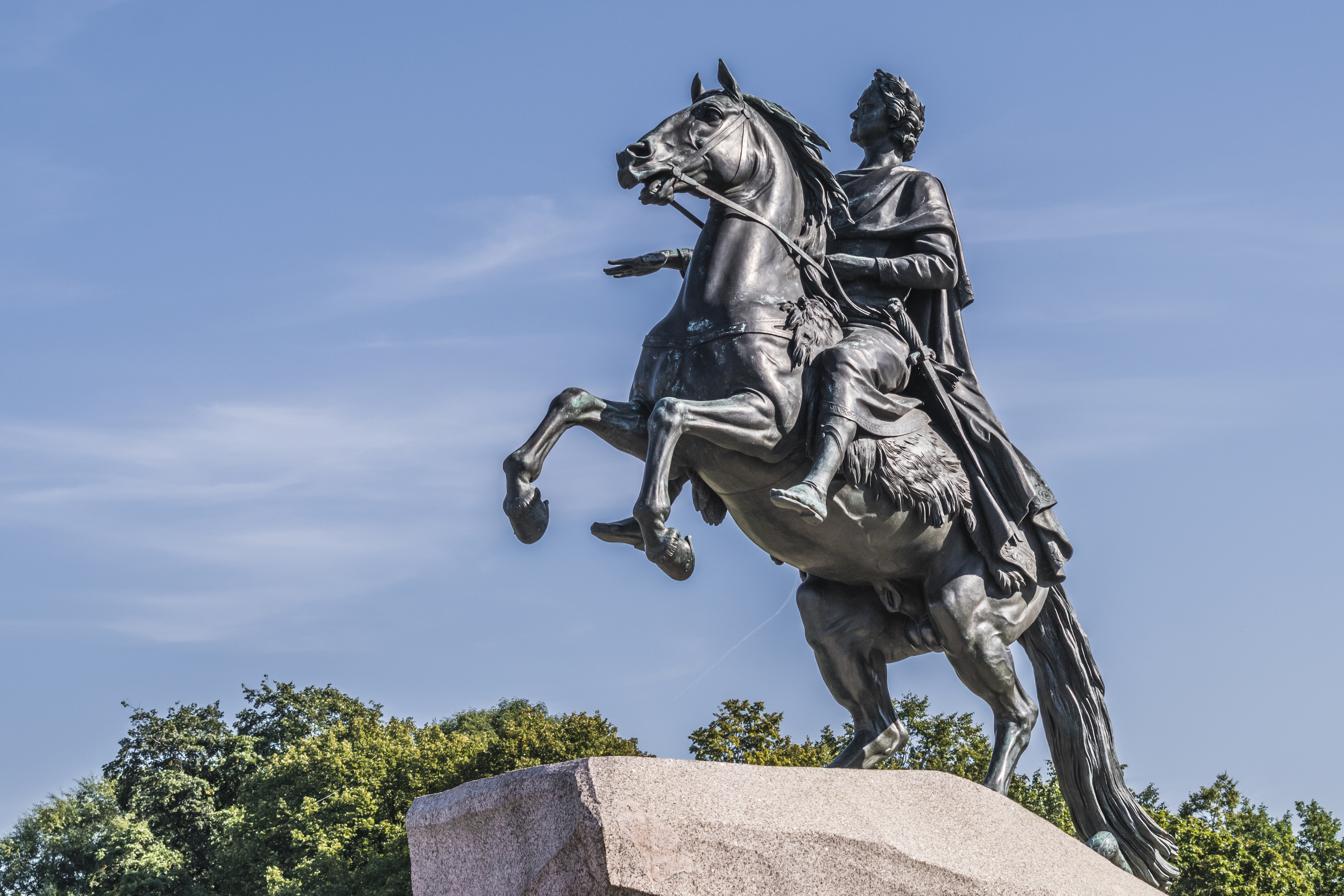
Э. М. Фальконе. Памятник Петру I (Медный всадник). 1768—1778. Бронза. Санкт-Петербург